# Johann Fux
Johann Fux (17. srpna 1834 Brno – 2. července 1882 Znojmo) byl rakousko-uherský politik, v poslední třetině 19. století poslanec Říšské rady a Moravského zemského sněmu, působil také jako městský sekretář ve Znojmě.

## Životopis
Profesní dráhu začal jako sekretář na c. k. notářství ve Znojmě, později na znojemské radnici. Z 2. poloviny 50. let 19. století se dochovala jeho literární pozůstalost, především hravá poezie a texty k písním (dnes uložena ve sbírkách Jihomoravského muzea ve Znojmě.
V roce 1863 se stal redaktorem liberálního týdeníku Znaimer Wochenblatt a zasloužil se o to, že se z něj stala významná regionální tiskovina německého liberálního tábora. V roce 1868 stál u zrodu Politického spolku liberálů ve Znojmě, o šest let později se stal jeho předsedou. V roce 1870 stál u zrodu znojemského Deutscher Bürgerverein (Německého občanského spolku). Vznik inicioval Johann Haase, který získal při svých cestách znalosti o fungování podobných spolků, a pro tuto myšlenku získal tehdejšího městského sekretáře Fuxe. Oba pak byli v zakládací komisi spolku, Fux jako předseda, a podíleli se na tvorbě jeho stanov.
V tomto období také Fux podle Karla Polesného z důvodu stáří starosty Josefa Wandrasche de facto vládl Znojmu, vedl místní německé liberály a zavedl nesnášenlivou protičeskou politiku. V roce 1869 stál za návrhem liberálů, aby se Znojmo vzdalo titulu královského města, který dokonce přijala městská rada i zastupitelstvo. Proti tomu se ale postavili konzervativci a čeští federalisté v čele s Antonem Nawratilem a Karlem Wittekem. Spor skončil patem. Rada sice prohrála, ale titul se jí podařilo vymýtit.
V roce 1866 byl v doplňovacích volbách zvolen poslancem Moravského zemského sněmu za venkovské obce Znojemska, když porazil konzervativce Antona Nawratila. V dalších dvou volbách v roce 1867 porazil místního notáře Jana Vlka. V roce 1870 jej porazil František Podveský. Fux v reakci na to změnil volební obvod a kandidoval za Znojmo do městské kurie a v letech 1870 a 1871 třikrát porazil znojemského federalistu Karla Witteka. Ve volbách 1878 se mu nepostavil žádný soupeř a byl tak naposledy zvolen. Na sněmu odmítal české historické právo a zdůrazňoval své němectví a moravanství. Věnoval se také rozpočtu, školství (mj. podporoval zřízení zemské univerzity na Moravě) a stavebnictví. V Moravském zemském sněmu jej nahradil Johann Haase.
V roce 1870 se stal také poslancem Říšské rady. V prvních přímých volbách v roce 1873 kandidoval v kurii venkovských obcí a porazil konzervativního hraběte Ferdinanda Spiegela. V dalších volbách v roce 1879 porazil federalistu Josefa Purznera z Moravských Budějovic. V Radě byl úspěšným řečníkem. Usiloval o ochranu rakouského a znojemského průmyslu, i když se stylizoval do role obhájce venkova. Jako liberál chtěl, aby se německá kultura stala tmelem mnohonárodnostní monarchie. Na Říšské radě se v říjnu 1879 uvádí jako člen mladoněmeckého Klubu sjednocené Pokrokové strany (Club der vereinigten Fortschrittspartei).
Ve Znojmě prý patřil mezi oblíbené politiky. Znaimer Wochenblatt ho označil jako národního muže (Volksmann). Kromě Deutscher Bürgerverein stál i u zrodu dalších spolků jako hudebního, tělocvičného nebo hasičského. Podporoval rozvoj Znojma, třeba poukazoval na hospodářský i národní význam železničního spojení Znojma s Vídní.
V mládí, před zahájením politické kariéry, byl i literárně činný.